# Démographie de l'Angola
Cet article contient des statistiques sur la démographie de l'Angola.

## Évolution de la population
L'Angola a un fort taux de fécondité, mais souffre d'un fort taux de mortalité infantile, le plus élevé au monde en 2012. En 2024, près de 45 % de la population avait moins de 14 ans.

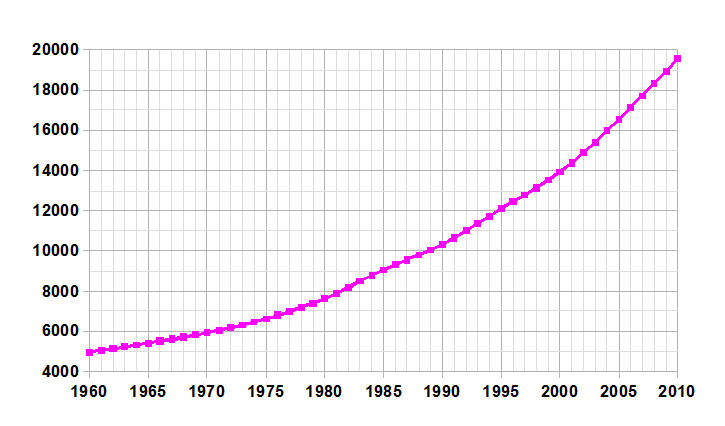
Évolution démographique

Recensement Général de la Population et de l'Habitat (en portugais : Recenseamento Geral da População e Habitação) :
- 1940 : 3 738 010 habitants[13]
- 1950 : 4 145 266 habitants[13]
- 1960 : 4 840 719 habitants[13]
- 1970 : 5 620 001 habitants[13]
- 2014 : 24 383 301 habitants[14]
- 2017 (est.) : 28 359 634 habitants
- 2020 : 32 522 339 habitants [15]
- 2024 : environ : 37, 8 millions d'habitants [16]